# José María Desantes Guanter
José María Desantes Guanter (Valencia, 11 de marzo de 1924 - Madrid, 12 de enero de 2004) fue un abogado, periodista, documentalista y profesor universitario español. Fue el primer catedrático de Derecho de la Información en España y pionero en dicha materia en el ámbito hispano.

## Biografía
Nacido en Valencia, se doctoró en Derecho en la Universidad Complutense de Madrid y en Ciencias de la Información en la Universidad de Navarra, además de ser doctor honoris causa en la Universidad de Piura (Perú). Impartió clases en diferentes universidades española y latinoamericanas, dirigiendo más de sesenta tesis doctorales.
El profesor Desantes Guanter fue pionero en la investigación española en el campo del Derecho y la Ética de la Información, al que dedicó veintiocho monografías, más de doscientos artículos científicos y más de trescientas conferencias. Entre sus obras destacan: El autocontrol de la actividad informativa (Madrid, 1973), La función de informar (Pamplona, 1976), Fundamentos del Derecho a la Información (Madrid, 1977), La información como deber (Buenos Aires, 1994) y seis capítulos del libro colectivo Los mensajes informativos (Madrid, 1994). También centró sus investigaciones en Deontología periodista y en Documentación Científica, donde vislumbró un campo propio de actuación legislativa dentro del seno de la Información.
Fue nombrado catedrático emérito de la Universidad Complutense. Entre otras funciones que ha desempeñado a lo largo de su trayectoria, destacan las pertenencias al cuerpo de investigadores científicos del Consejo Superior de Investigaciones Científicas (CSIC), siendo secretario de gobierno del centro en 1958. Además, era miembro de la Real Academia de Cultura valenciana, fundador de la asociación internacional Droit de la Communication (Derecho de la Comunicación), en la Universidad de París II Pantheon-Assas y de la Fundación COSO, institución promovida por periodistas en 1994 para el desarrollo de la comunicación.
Desantes Guanter recibió, entre otro premios, la Gran Cruz del Mérito Civil (1963), la Medalla de Servicios a la Universidad Complutense (1989) o la categoría de Huésped Ilustre en las ciudades de La Plata (Argentina) o Veracruz (México) 
Se jubiló en 1989 y la Facultad de Ciencias de la Información de la Complutense le dedicó un número monográfico en su revista Documentación de la Ciencias de la Información en 1989. Falleció en Madrid en 2004. 
La mayoría de sus obras se encuentran en todas las bibliotecas universitarias y están indexadas en estos repositorios:  Dialnet, BNE, Library of Congress (USA)
Recientemente, dos de sus discípulos y continuadores del Derecho de la Información en la Universidad Complutense de Madrid,  Ignacio Bel Mallén y Loreto Corredoira, han publicado este trabajo con motivo de los 50 años de la Facultad que contribuyó a crear. Los estudios jurídicos sobre la información en la Facultad de Ciencias de la Información de la Universidad Complutense: papel clave de José María Desantes, en el libro Investigación en docencia y comunicación: 50 años de la Facultad de Ciencias de la Información de la Universidad Complutense de Madrid (Tirant Humanidades), pp. 121-136. 
Siguió dando clases en distintas universidades americanas, especialmente en la Universidad de Piura, Perú, en la Universidad Diego Portales de Chile, donde dirigió además tesis doctorales hasta su fallecimiento.  La Universidad de Piura le hizo doctor honoris causa en 2001. En agradecimiento a esa universidad peruana, el Profesor Desantes donó a título de legado su biblioteca personal y parte de su archivo académico. En mayo de 2007  concluyó el traslado desde España  y se inauguró dicha biblioteca con la presencia de su viuda, Primitiva Fernández, y de muchos de sus discípulos españoles y americanos.

## Reconocimientos
- Doctor honoris causa por la Universidad de Piura (2001).